# Baby!
Baby! è un singolo dance del dj Maurizio Molella.

## Tracce
Testi e musiche di Maurizio Molella, Davide Medici, Mauro Conti.
1. Baby! (Disco Man Radio) – 3:21
2. Baby! (Boogie Man Radio) – 3:56
3. Baby! (Chycos Radio) – 3:38
4. Baby! (Disco Man Mixx) – 5:08
5. Baby! (Boogie Man Mixx) – 5:56
6. Baby! (Chycos Mix) – 4:27

## Classifiche
| Classifica | Posizione |
| ---------- | --------- |
| Italia     | 48        |
| Francia    | 26        |